# Groși, Timiș
Groși este un sat în comuna Margina din județul Timiș, Banat, România.

## Localizare
Se situează în extremitatea estică a județului Timiș, la nord-est de orașul Făget.

## Istorie

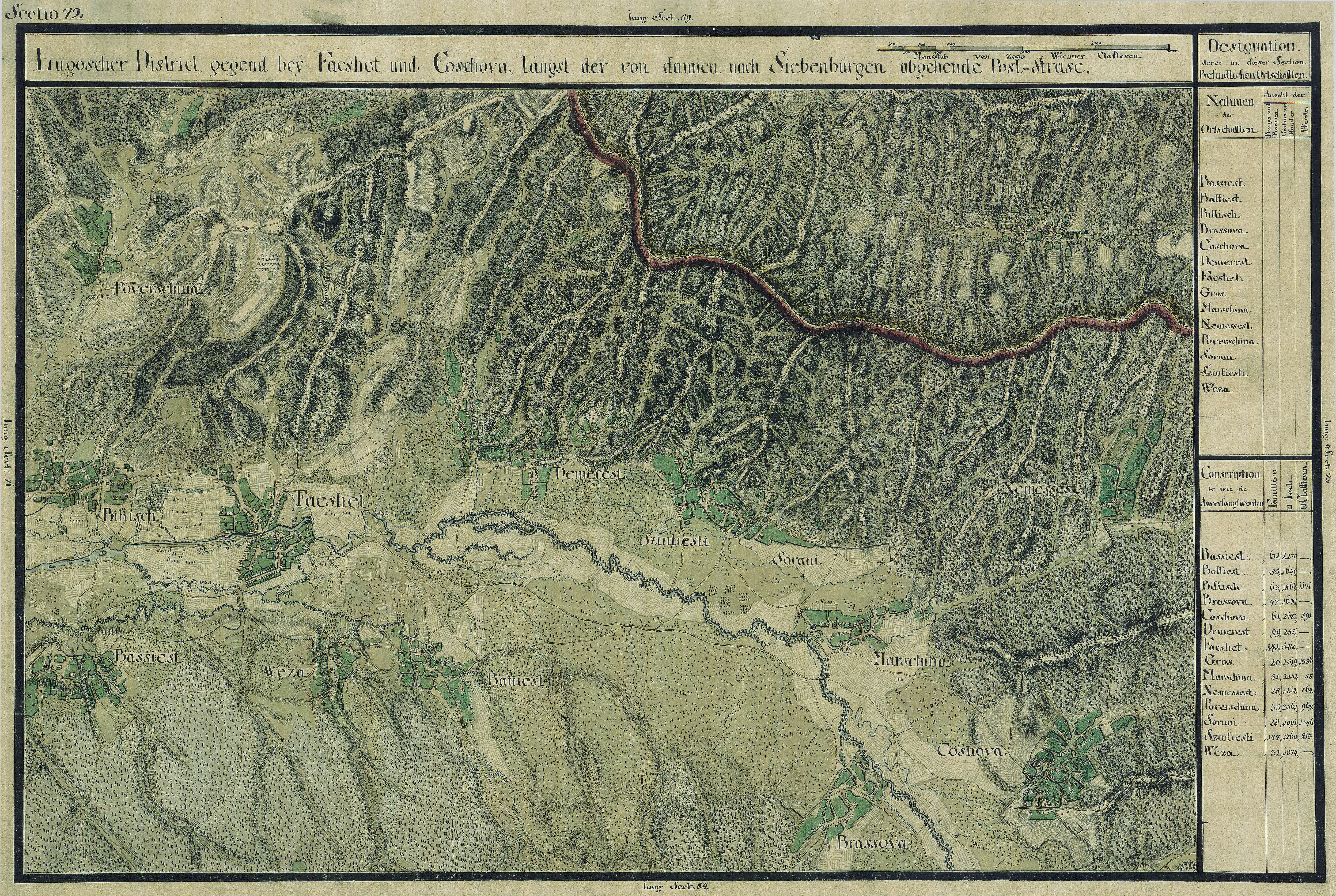
Groşi în Harta Iosefină a Banatului, 1769-72

Satul este amintit pentru prima dată la 1508-1519, ca proprietate a lui Abrahamfy . Este cert că în perioada otomană a fost locuită. Într-un defter turcesc de la 1593 se amintește satul valah Gros. Locuitorii se ocupau cu mineritul, în special cu spălatul aurului. La conscripția din 1717 localitatea este numită Grosch. Administrația maghiară i-a dat numele de Marosgoros, cu totate că locuitorii au fost întotdeauna majoritari români. Biserica ortodoxă a fost construită în 1741 și face parte din bisericele de lemn din zona etnografică Făgetului care s-au păstrat până astăzi, fiind monument în patrimoniul național.

## Obiective turistice
Aici există o biserică ortodoxă din lemn construită în 1741 ce poartă hramul Adormirea Maicii Domnului.

## Vezi și
- Biserica de lemn din Groși, Timiș